# Walloon Lake
Walloon Lake – jednostka osadnicza w USA, w stanie Michigan, w hrabstwie Charlevoix. Miejscowość leży na wschodnim wybrzeżu wyspy jeziora Walloon Lake.